# Roth (Zapfendorf)

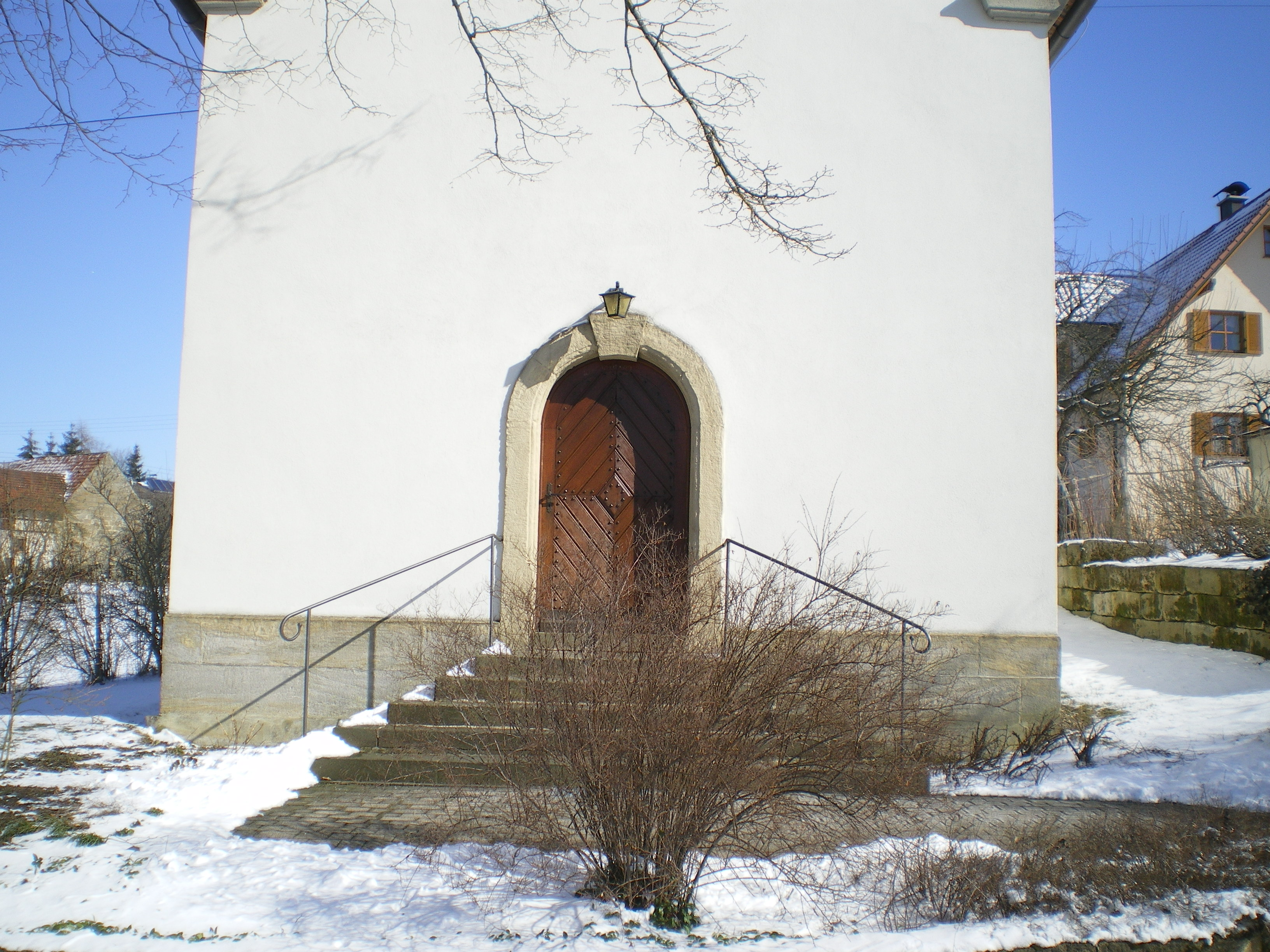
Die Kapelle von Roth

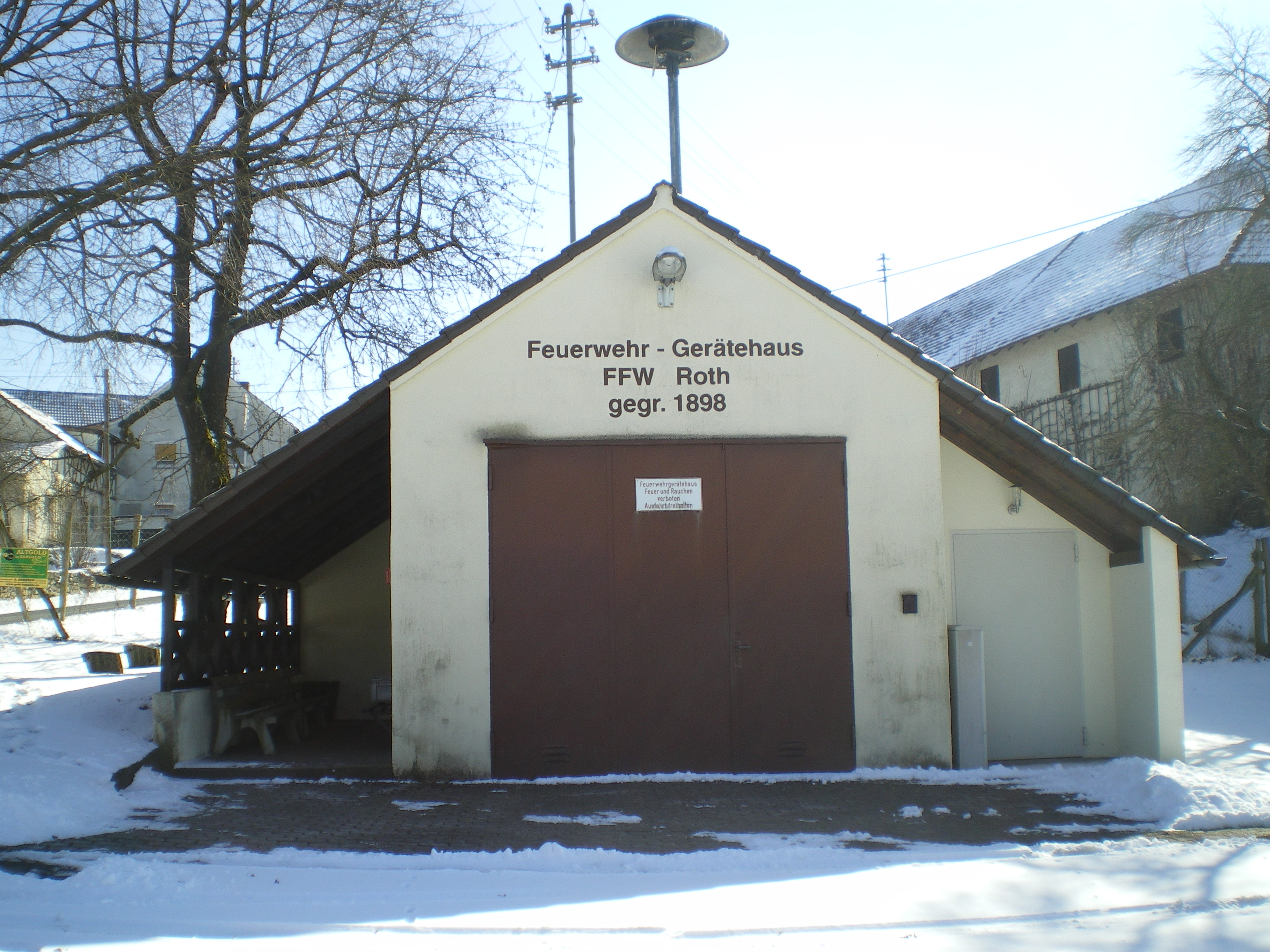
Das Feuerwehrhaus der Freiwilligen Feuerwehr

Roth ist ein Gemeindeteil des Marktes Zapfendorf im oberfränkischen Landkreis Bamberg in Bayern.

## Geografie
Nachbarorte des Dorfes sind im Norden Kirchschletten und Oberoberndorf (beide Markt Zapfendorf), im Westen Windischletten (Stadt Scheßlitz), Leimershof (Gemeinde Breitengüßbach) und Sassendorf im Süden und Lauf (beide Markt Zapfendorf). Nur 300 Meter von Roth entfernt verläuft der 50. Breitengrad nördlicher Breite.

## Geschichte
Im Jahre 1189 wurde Roth erstmals erwähnt. Damals gehörte der Ort zur Bamberger Vogtei. Der Name Roth wird auf das Verb roden zurückgeführt. Das Dorf gehörte zur  Gemeinde Lauf, die am 1. Juli 1972 in den Markt Zapfendorf eingemeindet wurde.